# Pira Solar
Sunpyre o Pira Solar en español (Leyu Yoshida) es un personaje ficticio que aparece en los cómics estadounidenses publicados por Marvel Comics. El personaje se asocia comúnmente con los X-Men, y es la hermana de Fuego Solar.

## Biografía del personaje ficticio
Leyu Yoshida y su hermano Shiro nacieron de una madre que sufrió envenenamiento por radiación debido a la exposición al bombardeo atómico de Hiroshima, Japón. Como resultado, ella y su hermano nacieron mutantes, que poseen poderes idénticos. Su hermano sería el conocido superhéroe japonés Fuego Solar.
Leyu apareció por primera vez, durante la historia de Víspera de Destrucción, cuando se unió a los X-Men para una sola misión, para ayudar a luchar contra Magneto. Jean Grey había convocado a su hermano, pero en cambio consiguió a Pira Solar, a quien ella dice que Shiro nunca había mencionado antes, ya que Shiro se había negado porque no estaba disponible en ese momento. A pesar de que Jean no conocía a Pira Solar en absoluto, ella acepta fácilmente su asistencia ofrecida ya que la situación era tan extrema.
El improvisado equipo de Jean de X-Men está formado por aliados a largo plazo como Northstar y Dazzler. También había civiles Omerta y Wraith.
Dazzler tuvo sus propios problemas y con una conferencia telepática asistida por Jean, Sunpyre se entera de los villanos infantiles de Era de Apocalipsis. Por lo tanto, Sunprye es uno de los pocos en la continuidad actual que tiene alguna idea de que la Edad de Apocalipsis realmente había sucedido.
Pira Solar lucha valientemente contra Magneto, pero casi pierde la vida cuando el maestro del magnetismo construye un capullo metálico a su alrededor. Después de que la misión se completó con éxito, Pira Solar decidió regresar a su hogar en lugar de quedarse en los Estados Unidos con los "arrogantes" X-Men.
Banshee luego le pide que se una a su X-Corps (reemplazando nuevamente a Fuego Solar, que no quería unirse). Esta vez fue sacada de la línea del frente y en su lugar pasó la mayor parte de su tiempo en el laboratorio estudiando al mutante Abismo. No se proporcionó ninguna explicación para la repentina experiencia de quince años en genética mutante. Cuando Mystique que se había infiltrado en el grupo y reunió a los otros antiguos villanos, comenzó su plan para hacerse cargo de los X-Corps, Pira Solar fue una de las víctimas. Mystique la apuñala hasta la muerte. Cuando Banshee encuentra su cadáver, también lo apuñalan pero sobrevive a sus heridas. Mystique había querido liberar a Abismo, pero obtuvo más de lo que esperaba cuando el mutante no pudo desactivar sus poderes y succionó el cambiaformas en el vacío dimensional en la cavidad torácica.
Pira Solar más tarde aparentemente resucitó como una mutante femenina del este de Asia que se ve exactamente igual a ella (incluso completa con su aura de llama característica) fue vista más recientemente con otros antiguos personajes relacionados con X-Men y X-Men en Cyclops's Million Mutant March en Washington D. C.

## Poderes y habilidades
Pira Solar tenía poderes similares a los de su hermano, Fuego Solar. Podría convertir la energía solar y alguna otra energía ambiental en plasma ionizado similar al del sol, que podría usar para disparar ráfagas de calor y llamas, rodearse de un aura de fuego alimentado por energía solar y volar cerca de 100 millas por hora (160 km / h) montando corrientes de convección creadas sobrecalentando el aire circundante con su aura de llamas. Este plasma, mientras la rodeaba, también proporcionaba protección contra la energía y los ataques físicos. Además, era resistente a la mayoría de las formas de radiación, y podía ver el calor sintonizando sus ojos con la longitud de onda infrarroja de la onda de luz.

## Otras versiones
Una Sunpyre extradimensional, que era una princesa en su propio mundo natal en el Microverso, apareció más tarde como parte de Big Hero 6 en Alpha Flight vol. 3 # 9. La compañera de equipo Honey Lemon sacó a Sunpyre del monedero de energía de Lemon, lo que provocó que Sunpyre adorara a Honey Lemon como una diosa y Sunpyre se uniera al equipo. Sunpyre y Ebon Samurai fueron creados para llenar el vacío dejado por Fuego Solar y Silver Samurai, que estaban siendo utilizados en otros lugares en ese momento. Esta versión de Sunpyre no está en la lista actual de Big Hero 6, ya que ha regresado para reclamar su trono con la ayuda de su compañero de equipo y actual retenedor, el no muerto Ebon Samurai.
Scott Lobdell aclaró la relación de Honey Lemon y Sunpyre en el Manual de Marvel Equipos 2005. Esta Sunpyre conservado sus poderes durante el Día-M. Sin embargo, los poderes de esta Sunpyre no eran de naturaleza mutante, sino poderes inherentes a su raza coronariana extradimensional.